# Матвєєва Лілія Георгіївна
Лілія Георгіївна Матвєєва (1969 р.н., с. Дмитрівка, Болградський район, Одеська область, Україна) – український науковець, доктор юридичних наук, професор, полковник поліції, завідувач кафедри теорії та історії держави і права Одеського державного університету внутрішніх справ.

## Життєпис
Народилася у 1969 році в с. Дмитрівка, Болградського району, Одеської області, Україна.

## Здобуття вищої освіти
У 1992 році закінчила Одеський державний університет ім. І.І.Мечникова за спеціальністю – «історія», кваліфікація – «історик, викладач історії».
У 1996 році закінчила з відзнакою Одеський інститут внутрішніх справ за спеціальністю «правоохоронна діяльність», присвоєно кваліфікацію – «спеціаліст».
У 2003 році закінчила Одеський юридичний інститут Національного університету внутрішніх справ за спеціальністю «Правознавство», кваліфікація – «юрист».

## Практична робота
В органах внутрішніх справ із 1994 року. Проходила службу на посадах: інспектора інспекції в справах неповнолітніх Приморського РВВС м. Одеси; дізнавача відділення дізнання Приморського РВ ОМУ УМВС; оперуповноваженого відділу кримінальної поліції Київського відділу поліції в місті Одесі Головного управління Національної поліції в Одеській області; головного спеціаліста з комунікації Головного управління Національної поліції в АР Крим та м.Севастополі.

## Науково-педагогічна робота
Із 1996 по теперішній час перебувала на посадах викладача; доцента, професора, начальника, завідувача кафедри теорії та філософії права (державно-правових дисциплін, теорії та історії держави і права)  Одеського державного університету внутрішніх справ.
У 2005 році захистила дисертацію на здобуття наукового ступеня кандидата юридичних наук на тему «Юридична природа та місце офіційних інтерпретаційних актів у правовій системі України» (спеціальність: 12.00.01 – теорія та історія держави і права; історія політичних і правових учень). Вчене звання доцента присвоєно у 2008 р.
У 2016 році захистила дисертацію на здобуття наукового ступеня доктора юридичних наук на тему «Транзитивність у правовій сфері: загальнотеоретичне дослідження». Вчене звання професора кафедри теорії та філософії права присвоєно у 2021 р.
Трудова та наукова діяльність відзначена відомчими нагородами, а саме: відзнаками МВС України «За сумлінну службу» І і ІІ ступеня, «20 років сумлінної служби», нагрудним знаком МВС «За відзнаку в службі», відомчою почесною відзнакою НПУ – медаллю «Ветеран служби», відомчими грамотами.

### Основні напрями наукового пошуку
Сфера наукових інтересів: теорія та історія держави і права; порівняльне правознавство, філософія права, забезпечення прав і свобод людини та громадянина, медіація, транзитивність у правовій сфері.
Є автором загалом понад 150 праць наукового та навчально-методичного характеру.
Розроблено та запроваджено у навчальний процес нові навчальні курси: «Захист прав і свобод вразливих груп населення Національною поліцією України», «Альтернативні способи вирішення юридичних конфліктів», «Поліцейська медіація», «Сучасні правові доктрини: теорія та практика».

### Вибрані наукові праці
Дискретність права як прояв транзитивності у праві. Порівняльно-аналітичне право. 2014. № 7. С. 18–22.
Матвєєва Л. Г. Аналіз сучасних досліджень транзитивних процесів у праві. Юридична Україна. 2015. № 9. С.11–19.
Медіація як технологія відновного правосуддя щодо неповнолітніх. Visegrad Journal on Human Rights. 2021. № 6. С. 92-103.
Наступність права як загальнотеоретична категорія в дослідженні транзитивності права. Наукові праці НУ «ОЮА». 2014. Том XIV. С. 234–243.
Новація як вияв транзитивності у праві. Науковий вісник Херсонського державного університету. Сер. «Юридичні науки». 2015. Вип. 1. Т. 1. С. 27–30.
Особисті права людини першого покоління в національному, регіональному та міжнародному вимірі / Права людини в України та у зарубіжних країнах: проблеми теорії та нормативно- правої регламентації: колективна монографія/ за заг.ред. Н.В. Мишиної. Львів-Торунь: Ліга-Пркс, 2020. 392 с. (співавтор – Крестовська Н. М.).
Проблеми формування правової культури транзитивного суспільства. Південноукраїнський правничий часопис. 2014. № 4. С. 71–75.
Судова, правоохоронна та правозахисна системи України : підручник / Албул С.В., О. М. Баймуратов, А. І. Берлач та ін., заг. ред. д.ю.н., проф. С. О. Кузніченка. Одеса : ОДУВС, 2012. 402 с.
Сучасна правова енциклопедія / О. В. Зайчук, О. Д. Крупчан, В. С. Ковальський [та ін. ] ; за заг. ред. О. В. Зайчука ; НДІ приватного права і підприємництва НАПрН України, НДІ інтелектуальної власності НАПрН України. 3-тє вид., перероб. і допов. К. : Юрінком Інтер, 2015. 408 с.
Теорія держави і права : практикум. О. : ОДУВС, 2009. 110 с.
Теорія держави і права в питаннях та відповідях. Державний іспит: посібник. Х. : Одиссей, 2007. 247 с. (співавтори – Оборотов Ю.М., Крижанівський А.Ф., Крестовська Н. М.)
Теорія держави і права: Елементарний курс. 2-ге вид. Х. : Одіссей, 2008. 442 с. (співавтор – Крестовська Н. М.).
Теорія держави і права: Підручник. Практикум. Тести. 2-ге вид., випр.і допов. К. : Юрінком Інтер, 2020. 584 с.
Теорія держави і права: Підручник. Практикум. Тести. 2-ге видання, випр. та доп. К. : Юрінком Інтер, 2020. 584 с. (співавтор – Крестовська Н. М.)
Теорія та практика побудови і розвитку демократичної, соціальної, правової держави в Україні у контексті євроінтеграції: монографія. Одеса: РВВ ОДУВС, 2021. 320 с. (співавтори – Магновський І.Й., Тарасенко Л.Б, Бутирін Є.О., Шевчук В.В., Березовенко Л.С. )
Транзитивність у правовій сфері: монографія. К. : Юрінком Інтер, 2015. 328 с.
Ювенальна юстиція: український дискурс: колективна монографія. М. Баймуратов, Л. Матвєєва та ін.; за заг ред. Долженкова О., Одеса: Видавець Букаєв В.В., 2021. 320с. (співавтори – М. Баймуратов, О. Долженков, М. Корнієнко).  